# Aimé Avignon
Pour les articles homonymes, voir Avignon (homonymie).
Aimé Avignon, né le 2 février 1897 à Saint-Paul-le-Froid (Lozère) et mort le 25 août 2007, a été le doyen des hommes français du 10 novembre 2006 à sa mort et un des rares Français supercentenaires.
Depuis le décès de Maurice Floquet le 10 novembre 2006, il était l'homme le plus âgé en France. Il avait à son tour fêté ses 110 ans, rejoignant ainsi le cercle très fermé des supercentenaires. Il était le septième homme français à dépasser les 110 ans. Il était aussi le neuvième homme le plus âgé du monde, et le troisième en Europe. Cependant, Aimé Avignon n'était pas le doyen des poilus : réformé, il n'a jamais combattu durant la Première Guerre mondiale. Ce titre est détenu par Lazare Ponticelli, le dernier poilu français, décédé le 12 mars 2008.
Né en Lozère  à Saint-Paul-le-Froid au hameau de La Brugerette, quatrième enfant d'un père berger. Sa mère meurt alors qu'il n'a que 8 mois et il est élevé par sa sœur aînée. Il est réformé en 1914 pour cause de petite taille (il lui manque 1 centimètre) évitant la Première Guerre mondiale où périra son frère. Il deviendra agriculteur et maquignon. Dans les années 1930, il s'installe aux environs d'Alès. Marié, il a 4 filles.
Il prend sa retraite en 1956 à Alès. Sa femme Mathilde meurt en 1993 à l'âge de 94 ans et Aimé Avignon vivait alors chez une de ses filles.

## Source
- Midi libre, 25 août 2007.